# Lijst van brutoformules B-Bk
Dit lemma is onderdeel van de lijst van brutoformules. Dit lemma behandelt de brutoformules van B (boor) tot en met Bk (berkelium).

## B
| Brutoformule                        | Gewone formule                         | Naam                                                                                          |
| ----------------------------------- | -------------------------------------- | --------------------------------------------------------------------------------------------- |
| {\displaystyle {\ce {B}}}           | {\displaystyle {\ce {B}}}              | Boor ~ Ook wel: borium                                                                        |
| {\displaystyle {\ce {B}}}-isotopen  | {\displaystyle {\ce {B}}}              | Isotopen van boor 6B · 7B · 8B · 9B · 10B · 11B · 12B · 13B · 14B · 15B 16B · 17B · 18B · 19B |
| {\displaystyle {\ce {B}}}-mineralen | {\displaystyle {\ce {B}}}              | Boorhoudend mineraal                                                                          |
| {\displaystyle {\ce {BBr3}}}        | {\displaystyle {\ce {BBr3}}}           | Boortribromide                                                                                |
| {\displaystyle {\ce {BCl3}}}        | {\displaystyle {\ce {BCl3}}}           | Boortrichloride ~ uit boortrioxide                                                            |
| {\displaystyle {\ce {BF3}}}         | {\displaystyle {\ce {BF3}}}            | Boortrifluoride                                                                               |
| {\displaystyle {\ce {BF4Li}}}       | {\displaystyle {\ce {LiBF4}}}          | Lithiumtetrafluorboraat                                                                       |
| {\displaystyle {\ce {BF4NO2}}}      | {\displaystyle {\ce {NO2BF4}}}         | Nitroniumtetrafluorboraat                                                                     |
| {\displaystyle {\ce {BF4O2}}}       | {\displaystyle {\ce {O2BF4}}}          | Dioxygenyltetrafluorboraat ~uit dizuurstofdifluoride                                          |
| {\displaystyle {\ce {BFe}}}         | {\displaystyle {\ce {FeB}}}            | Boride, ijzerboride als ~                                                                     |
| {\displaystyle {\ce {BFeMg2O5}}}    | {\displaystyle {\ce {Mg2FeBO5}}}       | Ludwigiet                                                                                     |
| {\displaystyle {\ce {BFe14Nd2}}}    | {\displaystyle {\ce {?}}}              | Neodymium in permanente magneten                                                              |
| {\displaystyle {\ce {BI3}}}         | {\displaystyle {\ce {BI3}}}            | Boortrijodide                                                                                 |
| {\displaystyle {\ce {BLa}}}         | {\displaystyle {\ce {LaB}}}            | Lanthaniumboride ~ uit lanthanium en boor                                                     |
| {\displaystyle {\ce {BN}}}          | {\displaystyle {\ce {BN}}}             | Boornitride Nitride, boornitride als                                                          |
| {\displaystyle {\ce {BNaO2}}}       | {\displaystyle {\ce {NaBO2}}}          | Natriumboraat                                                                                 |
| {\displaystyle {\ce {BNaO3}}}       | {\displaystyle {\ce {NaBO3}}}          | Natriumperboraat                                                                              |
| {\displaystyle {\ce {BO3}}}         | {\displaystyle {\ce {BO3^{3-}}}}       | Boraat                                                                                        |
| {\displaystyle {\ce {BO4P}}}        | {\displaystyle {\ce {BPO4}}}           | Boorfosfaat                                                                                   |
| {\displaystyle {\ce {B2BaO4}}}      | {\displaystyle {\ce {Ba(BO2)2}}}       | Bariumboraat                                                                                  |
| {\displaystyle {\ce {B2CaO8Si2}}}   | {\displaystyle {\ce {CaB2Si2O8}}}      | Danburiet                                                                                     |
| {\displaystyle {\ce {B2F4}}}        | {\displaystyle {\ce {F2B-BF2}}}        | Diboortetrafluoride                                                                           |
| {\displaystyle {\ce {B2Mg}}}        | {\displaystyle {\ce {MgB2}}}           | Magnesiumdiboride                                                                             |
| {\displaystyle {\ce {B2O3}}}        | {\displaystyle {\ce {B2O3}}}           | Boortrioxide ~ IUPAC: diboortrioxide                                                          |
| {\displaystyle {\ce {B2O6Zn3}}}     | {\displaystyle {\ce {Zn3(BO3)2}}}      | Zinkboraat Vlamvertrager, zinkboraat als ~                                                    |
| {\displaystyle {\ce {B2S3}}}        | {\displaystyle {\ce {B2S3}}}           | Boorsulfide                                                                                   |
| {\displaystyle {\ce {B4Ce}}}        | {\displaystyle {\ce {CeB4}}}           | Boride, ceriumboride als ~                                                                    |
| {\displaystyle {\ce {B4Na2O7}}}     | {\displaystyle {\ce {Na2B4O7}}}        | Borax Kerniet                                                                                 |
| {\displaystyle {\ce {B4Th}}}        | {\displaystyle {\ce {ThB4}}}           | Boride, thoriumboride als ~                                                                   |
| {\displaystyle {\ce {B4U}}}         | {\displaystyle {\ce {UB4}}}            | Boride, uraanboride als ~                                                                     |
| {\displaystyle {\ce {B6Ba}}}        | {\displaystyle {\ce {BaB6}}}           | Boride, bariumboride als ~                                                                    |
| {\displaystyle {\ce {B6Ca}}}        | {\displaystyle {\ce {CaB6}}}           | Boride, calciumboride als ~                                                                   |
| {\displaystyle {\ce {B6Ce}}}        | {\displaystyle {\ce {CeB6}}}           | Boride, ceriumboride als ~                                                                    |
| {\displaystyle {\ce {B6Er}}}        | {\displaystyle {\ce {ErB6}}}           | Boride, erbiumboride als ~                                                                    |
| {\displaystyle {\ce {B6Gd}}}        | {\displaystyle {\ce {GdB6}}}           | Boride, gadoliniumboride als ~                                                                |
| {\displaystyle {\ce {B6La}}}        | {\displaystyle {\ce {LaB6}}}           | Lanthaanhexaboride Boride, lanthaanboride als ~                                               |
| {\displaystyle {\ce {B6MgO10}}}     | {\displaystyle {\ce {MgB6O10}}}        | Admontiet                                                                                     |
| {\displaystyle {\ce {B6Nd}}}        | {\displaystyle {\ce {NdB6}}}           | Boride, neodimiumboride als ~                                                                 |
| {\displaystyle {\ce {B6O11Zn2}}}    | {\displaystyle {\ce {(ZnO)2.(B2O3)3}}} | vorm van Zinkboraat                                                                           |
| {\displaystyle {\ce {B6Pr}}}        | {\displaystyle {\ce {PrB6}}}           | Boride, promethiumboride als ~                                                                |
| {\displaystyle {\ce {B6Sm}}}        | {\displaystyle {\ce {SmB6}}}           | Boride, samriumboride als ~                                                                   |
| {\displaystyle {\ce {B6Sr}}}        | {\displaystyle {\ce {SrB6}}}           | Boride, strontiumboride als ~                                                                 |
| {\displaystyle {\ce {B6Y}}}         | {\displaystyle {\ce {YB6}}}            | Ytriumboride ~ als ~ boride                                                                   |
| {\displaystyle {\ce {B7ClMg3O7}}}   | {\displaystyle {\ce {Mg3B7O13Cl}}}     | Boraciet                                                                                      |
| {\displaystyle {\ce {B8Cl8}}}       | {\displaystyle {\ce {B8Cl8}}}          | zie boranen                                                                                   |

## Ba
| Brutoformule                         | Gewone formule                       | Naam |
| ------------------------------------ | ------------------------------------ | --- |
| {\displaystyle {\ce {Ba}}}           | {\displaystyle {\ce {Ba}}}           | Barium |
| {\displaystyle {\ce {Ba-isotoop}}}   | {\displaystyle {\ce {Ba}}}           | Isotopen van barium 114Ba · 115Ba · 116Ba · 117Ba · 118Ba · 119Ba · 120Ba · 121Ba · 122Ba · 123Ba 124Ba · 125Ba · 126Ba · 127Ba · 128Ba · 129Ba · 130Ba · 131Ba · 132Ba · 133Ba 134Ba · 135Ba · 136Ba · 137Ba · 138Ba · 139Ba · 140Ba · 141Ba · 142Ba · 143Ba 144Ba · 145Ba · 146Ba · 147Ba · 148Ba · 149Ba · 150Ba · 151Ba · 152Ba · 153Ba |
| {\displaystyle {\ce {Ba}}}-mineralen | {\displaystyle {\ce {Ba}}}           | Bariumhoudend mineraal |
| {\displaystyle {\ce {BaBe2O7Si2}}}   | {\displaystyle {\ce {BaBe2(Si2O7)}}} | Baryliet |
| {\displaystyle {\ce {BaBr2}}}        | {\displaystyle {\ce {BaBr2}}}        | Bariumbromide |
| {\displaystyle {\ce {BaBr2O6}}}      | {\displaystyle {\ce {Ba(BrO3)2}}}    | Bariumbromaat |
| {\displaystyle {\ce {BaCl2}}}        | {\displaystyle {\ce {BaCl2}}}        | Bariumchloride ~ in sterretje |
| {\displaystyle {\ce {BaCl2O4}}}      | {\displaystyle {\ce {Ba(ClO2)2}}}    | Bariumchloriet ~ in de productie van waterstofchloriet |
| {\displaystyle {\ce {BaCl2O6}}}      | {\displaystyle {\ce {Ba(ClO3)2}}}    | Bariumchloraat |
| {\displaystyle {\ce {BaCl2O8}}}      | {\displaystyle {\ce {Ba(ClO4)2}}}    | Bariumperchloraat |
| {\displaystyle {\ce {BaCrO4}}}       | {\displaystyle {\ce {Ba(ClO3)2}}}    | Bariumchromaat |
| {\displaystyle {\ce {BaF2}}}         | {\displaystyle {\ce {BaF2}}}         | Bariumfluoride |
| {\displaystyle {\ce {BaFeO4}}}       | {\displaystyle {\ce {Ba(FeO4)}}}     | Bariumferraat(VI) |
| {\displaystyle {\ce {BaMn8O16}}}     | {\displaystyle {\ce {Ba(Mn8O16)}}}   | Hollandiet |
| {\displaystyle {\ce {BaN2O6}}}       | {\displaystyle {\ce {Ba(NO3)2}}}     | Bariumnitraat ~ in sterretjes ~ als oxidator in sterretjes |
| {\displaystyle {\ce {BaO}}}          | {\displaystyle {\ce {BaO}}}          | Bariumoxide |
| {\displaystyle {\ce {BaO2}}}         | {\displaystyle {\ce {BaO2}}}         | Bariumperoxide ~ als peroxide |
| {\displaystyle {\ce {BaO3Ti}}}       | {\displaystyle {\ce {BaTiO3}}}       | Bariumtitanaat |
| {\displaystyle {\ce {BaO4}}}         | {\displaystyle {\ce {Ba(O2)2}}}      | bariumsuperoxide ~ als superoxide |
| {\displaystyle {\ce {BaO4S}}}        | {\displaystyle {\ce {BaSO4}}}        | Bariumsulfaat ~ Ook wel: bariet, blanc fixe, permanent wit, zwaarspaat ~ als bariumpap, röntgencontraststof |
| {\displaystyle {\ce {BaO4Se}}}       | {\displaystyle {\ce {BaSeO4}}}       | Bariumselenaat ~ uit seleenzuur |
| {\displaystyle {\ce {BaO5Si2}}}      | {\displaystyle {\ce {BaSi2O5}}}      | Sanborniet |
| {\displaystyle {\ce {BaO9Si3Ti}}}    | {\displaystyle {\ce {BaTi(SiO3)3}}}  | Benitoiet |
| {\displaystyle {\ce {BaO9Si3Ti}}}    | {\displaystyle {\ce {BaTi(SiO3)3}}}  | Benitoiet |
| {\displaystyle {\ce {BaS}}}          | {\displaystyle {\ce {BaS}}}          | Bariumsulfide |
| {\displaystyle {\ce {Ba2Cu3O7Y}}}    | {\displaystyle {\ce {YBa2Cu3O7}}}    | Yttrium-barium-koperoxide |
| {\displaystyle {\ce {Ba2MnO8S}}}     | {\displaystyle {\ce {BaMnO4.BaSO4}}} | Mangaanblauw |
| {\displaystyle {\ce {Ba2O4Ti}}}      | {\displaystyle {\ce {Ba2TiO4}}}      | Bariumorthotitanaat |
| {\displaystyle {\ce {Ba5ClO12P3}}}   | {\displaystyle {\ce {Ba5Cl(PO4)3}}}  | Alforsiet |

## Be
| Brutoformule                         | Gewone formule                              | Naam                                                                                                |
| ------------------------------------ | ------------------------------------------- | --------------------------------------------------------------------------------------------------- |
| {\displaystyle {\ce {Be}}}           | {\displaystyle {\ce {Be}}}                  | Beryllium                                                                                           |
| {\displaystyle {\ce {Be-isotoop}}}   | {\displaystyle {\ce {Be}}}                  | Isotopen van beryllium 5Be · 6Be · 7Be · 8Be · 9Be · 10Be · 11Be · 12Be · 13Be · 14Be · 15Be · 16Be |
| {\displaystyle {\ce {Be}}}-mineralen | {\displaystyle {\ce {Be}}}                  | Berylliumhoudend mineraal                                                                           |
| {\displaystyle {\ce {BeBr2}}}        | {\displaystyle {\ce {BeBr2}}}               | Berylliumbromide                                                                                    |
| {\displaystyle {\ce {BeCl2}}}        | {\displaystyle {\ce {BeCl2}}}               | Berylliumchloride                                                                                   |
| {\displaystyle {\ce {BeF2}}}         | {\displaystyle {\ce {BeF2}}}                | Berylliumfluoride                                                                                   |
| {\displaystyle {\ce {BeI2}}}         | {\displaystyle {\ce {BeI2}}}                | Berylliumjodide                                                                                     |
| {\displaystyle {\ce {BeLi2O4Si}}}    | {\displaystyle {\ce {Li2BeSiO4}}}           | Liberiet                                                                                            |
| {\displaystyle {\ce {BeNaO4P}}}      | {\displaystyle {\ce {NaBePO4}}}             | Berylloniet                                                                                         |
| {\displaystyle {\ce {BeNa2O6Si2}}}   | {\displaystyle {\ce {Na2BeSi2O6}}}          | Chkaloviet                                                                                          |
| {\displaystyle {\ce {BeO}}}          | {\displaystyle {\ce {BeO}}}                 | Berylliumoxide als bromelliet                                                                       |
| {\displaystyle {\ce {BeO4S}}}        | {\displaystyle {\ce {BeSO4}}}               | Berylliumsulfaat                                                                                    |
| {\displaystyle {\ce {Be2O4Si}}}      | {\displaystyle {\ce {Be2SiO4}}}             | Fenakiet                                                                                            |
| {\displaystyle {\ce {Be3Mn4O12SSi}}} | {\displaystyle {\ce {Mn^{2+}4Be3(SiO4)3S}}} | Helviet                                                                                             |

## Bh
| Brutoformule                        | Gewone formule             | Naam |
| ----------------------------------- | -------------------------- | --- |
| {\displaystyle {\ce {Bh}}}          | {\displaystyle {\ce {Bh}}} | Bohrium |
| {\displaystyle {\ce {Bh}}}-isotopen | {\displaystyle {\ce {Bh}}} | Isotopen van bohrium 260Bh · 261Bh · 262Bh · 264Bh · 265Bh · 266Bh · 267Bh · 270Bh · 271Bh · 272Bh · 274Bh |

## Bi
| Brutoformule                         | Gewone formule                        | Naam |
| ------------------------------------ | ------------------------------------- | --- |
| {\displaystyle {\ce {Bi}}}           | {\displaystyle {\ce {Bi}}}            | Bismut ~ in de productie van Meitnerium |
| {\displaystyle {\ce {Bi}}}-isotopen  | {\displaystyle {\ce {Bi}}}            | Isotopen van bismut 184Bi · 185Bi · 186Bi · 187Bi · 188Bi · 189Bi · 190Bi · 191Bi · 192Bi · 193Bi 194Bi · 195Bi · 196Bi · 197Bi · 198Bi · 199Bi · 200Bi · 201Bi · 202Bi · 203Bi 204Bi · 205Bi · 206Bi · 207Bi · 208Bi · 209Bi · 210Bi · 211Bi · 212Bi · 213Bi 214Bi · 215Bi · 216Bi · 217Bi · 218Bi · |
| {\displaystyle {\ce {Bi}}}-mineralen | {\displaystyle {\ce {Bi}}}            | Bismuthoudend mineraal |
| {\displaystyle {\ce {BiBr3}}}        | {\displaystyle {\ce {BiBr3}}}         | Bismut(III)bromide |
| {\displaystyle {\ce {BiClO}}}        | {\displaystyle {\ce {BiOCl}}}         | Bismut(III)oxychloride ~ Ook wel bismutoxychloride |
| {\displaystyle {\ce {BiCl3}}}        | {\displaystyle {\ce {BiCl3}}}         | Bismut(III)chloride |
| {\displaystyle {\ce {BiCuS2}}}       | {\displaystyle {\ce {CuBiS2}}}        | Emplectiet |
| {\displaystyle {\ce {BiCuPbS3}}}     | {\displaystyle {\ce {PbCuBiS3}}}      | Aikiniet |
| {\displaystyle {\ce {BiF3}}}         | {\displaystyle {\ce {BiF3}}}          | Bismut(III)fluoride |
| {\displaystyle {\ce {BiF7Xe}}}       | {\displaystyle {\ce {[XeF][BiF6]}}}   | Adduct van {\displaystyle {\ce {XeF2}}} en bismut(V)fluoride |
| {\displaystyle {\ce {BiF9Xe2}}}      | {\displaystyle {\ce {[Xe2F3][BiF6]}}} | Adduct van {\displaystyle {\ce {XeF2}}} en bismut(V)fluoride |
| {\displaystyle {\ce {BiI3}}}         | {\displaystyle {\ce {BiI3}}}          | Bismut(III)jodide ~ als kristalklasse voorbeeld voor ijzer(III)chloride |
| {\displaystyle {\ce {BiN3O9}}}       | {\displaystyle {\ce {Bi(NO3)3}}}      | Bismut(III)nitraat ~ in synthese mesoxaalzuur |
| {\displaystyle {\ce {Bi2F11Xe}}}     | {\displaystyle {\ce {[XeF][BiF11]}}}  | Adduct van {\displaystyle {\ce {XeF2}}} en bismut(V)fluoride |
| {\displaystyle {\ce {Bi2O3}}}        | {\displaystyle {\ce {Bi2O3}}}         | Bismut(III)oxide ~ in bismiet |
| {\displaystyle {\ce {Bi2S3}}}        | {\displaystyle {\ce {Bi2S3}}}         | Bismut(III)sulfide ~ in bismutiet, bereiding bismut(III)bromide |
| {\displaystyle {\ce {Bi2Te2S}}}      | {\displaystyle {\ce {Bi2Te2S}}}       | Tetradymiet |
| {\displaystyle {\ce {Bi2Te3}}}       | {\displaystyle {\ce {Bi2Te3}}}        | Bismut(III)telluride ~ in tellurobismutiet |

## Bk
| Brutoformule                        | Gewone formule             | Naam |
| ----------------------------------- | -------------------------- | --- |
| {\displaystyle {\ce {Bk}}}          | {\displaystyle {\ce {Bk}}} | Berkelium |
| {\displaystyle {\ce {Bk}}}-isotopen | {\displaystyle {\ce {Bk}}} | Isotopen van berkelium 235Bk · 236Bk · 237Bk · 238Bk · 239Bk · 240Bk · 241Bk · 242Bk · 243Bk · 244Bk · 245Bk 246Bk · 247Bk · 248Bk · 249Bk · 250Bk · 251Bk · 252Bk · 253Bk · 254Bk |